# Ferula sinkiangensis
Ferula sinkiangensis là một loài thực vật có hoa trong họ Hoa tán. Loài này được K.M.Shen mô tả khoa học đầu tiên năm 1975.